# Вєрник Еміль Григорович
Еміль Григорович Вєрник (нар. 4 вересня 1924, Одеса, Українська СРР, СРСР — пом. 10 квітня 2021, Москва, Росія)- головний режисер літературно-драматичного мовлення Всесоюзного радіо (1969—2002), народний артист Російської Федерації (1999).

## Біографія
Народився 4 вересня 1924 року в Одесі. Через п'ять років вся сім'я переїхала до Харкова. У червні 1941 року, після закінчення школи, успішно склав іспити до Українського театрального інституту.
У вересні 1941 року, коли нацистські війська стали підходити до Харкова, сім'я евакуювалася до Казахстану, де Вєрник працював у свинорадгоспі, організував при місцевому клубі драмгурток. Під час війни Український театральний інститут перебував в евакуації в Саратові, куди за своєю ініціативою вирушив Еміль Григорович. У Саратові на той час перебував Московський ГІТІС, який був об'єднаний з Українським інститутом на правах українського відділення. Студенти інституту брали участь у виставах Саратовського театру опери та балету. Так у виставі «Пікова дама» з'явилися студенти ГІТІСу — Еміль Вєрник, Микола Богатирьов і Сергій Глазирін.
В 1946 році Вєрник закінчив акторський факультет Державного інституту театрального мистецтва імені А. В. Луначарського.
З 1947 по 1958 рік — актор і режисер театру «Московські літературні читання». З 1958 року став працювати як режисер на Всесоюзному радіо (його наставником був режисер Віктор Гейман), а з 1969 по 2002 рік був головним режисером літературно-драматичного мовлення. Під його керівництвом було здійснено понад 200 радіопостановок.
З 1970 року проводив двомовні літературні вечори за участю радянських і зарубіжних артистів.
Викладав на кафедрі майстерності актора Школи-студії МХАТ (доцент Школи-студії МХТ імені Чехова), професор Інституту підвищення кваліфікації працівників телебачення і радіомовлення. Член Спілки театральних діячів.

### Хвороба і смерть
Помер 10 квітня 2021 року на 97-у році життя від зупинки серця в Першій міській лікарні Москви, куди був госпіталізований напередодні. Церемонія прощання пройшла 13 квітня 2021 року в портретному фойє МХТ ім. А. П. Чехова. Похований на Востряковському кладовищі (центральна територія, 4-а ділянка).

## Сім'я
- Дружина (1957—2009) — Анна Павлівна Вєрник (18 серпня 1927 - 10 червня 2009), педагог музичної школи.
  - Син дружини від першого шлюбу — Ростислав Дубинський[11].
  - Син — Ігор Емільович Вєрник (нар.. 11 жовтня 1963), актор, телеведучий, співак, народний артист Російської Федерації (2016).
    - Онук — Григорій (нар.. 30 листопада 1999).

  - Син — Вадим Емільович Вєрник (нар.. 11 жовтня 1963), теле — і радіоведучий, головний редактор журналу «ОК!», заступник художнього керівника МХТ імені А. П. Чехова.

## Звання та нагороди
- Заслужений артист РРФСР (1974).
- Заслужений діяч мистецтв Російської Федерації (1995)[12].
- Народний артист Російської Федерації (1999)[13].

## Примітка
1. ↑  Deutsche Nationalbibliothek Record #143569260 // Gemeinsame Normdatei — 2012—2016.
2. ↑  Чеська національна авторитетна база даних
3. ↑  Народный артист РФ Эмиль Верник умер от остановки сердца. Российская газета. 11 апреля 2021. Архів оригіналу за 16 травня 2021. Процитовано 11 апреля 2021.
4. ↑  Умер народный артист Эмиль Верник. ТАСС. 11 апреля 2021. Архів оригіналу за 21 червня 2021. Процитовано 11 апреля 2021.
5. ↑  Марина Райкина (11 апреля 2021). Вадим Верник рассказал о последних днях отца: готовились к худшему. Московский комсомолец. Архів оригіналу за 2 червня 2021. Процитовано 11 апреля 2021.
6. ↑  Игорь Рязов (11 апреля 2021). Стали известны дата и место прощания с Эмилем Верником. Пятый канал. Процитовано 11 апреля 2021.
7. ↑  В Москве прощаются с режиссёром Эмилем Верником [Архівовано 13 квітня 2021 у Wayback Machine.] // Росбалт / www.rosbalt.ru
8. ↑  В МХТ им. Чехова простились с режиссёром Эмилем Верником [Архівовано 12 червня 2021 у Wayback Machine.] // ТАСС / tass.ru
9. ↑  В Москве простились с Эмилем Верником [Архівовано 13 квітня 2021 у Wayback Machine.] // Известия / iz.ru
10. ↑  Эмиля Верника похоронили на Востряковском кладбище [Архівовано 15 квітня 2021 у Wayback Machine.] // РИА Новости / ria.ru
11. ↑  Игорь и Вадим Верники и их старший брат Ростислав Дубинский по-настоящему дружны. Архів оригіналу за 5 серпня 2014. Процитовано 30 травня 2021.
12. ↑  Указ Президента РФ от 25 апреля 1995 года № 411 «О присвоении почётных званий Российской Федерации». Архів оригіналу за 2 червня 2021. Процитовано 30 травня 2021.
13. ↑  Указ Президента Российской Федерации от 3 декабря 1999 года № 1594 «О награждении государственными наградами Российской Федерации работников радио и телевидения». Архів оригіналу за 1 січня 2019. Процитовано 30 травня 2021.